# سان-رامبيرت-أون-بوغيي
سان-رامبيرت-أون-بوغيي (بالفرنسية: Saint-Rambert-en-Bugey)‏ هي بلدية فرنسية تقع في إقليم الآن. رمز إنسي لها هو:1384. أما الرمز البريدي لها فهو: 1230.